# The Last Ship
The Last Ship (укр. «Останній корабель») — одинадцятий студійний сольний альбом британського музиканта Стінга, міжнародний реліз якого відбувся 23 вересня, а в США — 24 вересня 2013 року.
Над альбомом, центральними темами якого є спогади Стінга про свою батьківщину — портове містечко Воллсенд на півночі Англії, а також роздуми про плин часу, значення родини та суспільства, музикант працював протягом трьох років. До участі в записі альбому було запрошено виконавців, які теж є виходцями з північного сходу Англії: Джиммі Нейла, Браяна Джонсона, Кетрін Тікелл, гурти The Unthanks і The Wilson Family.
Композиції, що увійшли до альбому «The Last Ship», стали частиною мюзиклу з аналогічною назвою. Він йшов на Бродвеї, в Театрі імені Ніла Саймона з 26 жовтня 2014 по 24 січня 2015, прем'єра відбулася 29 вересня 2014. Шоу на Бродвеї передували покази у Чикаго, що тривали з 10 червня по 13 липня 2014.

## Перелік композицій
Альбом має декілька варіантів видання:
- стандартне — 12 композицій (компакт-диск, вінілова платівка, цифровий формат)
- делюкс — ще 5 додаткових композицій на окремому диску (компакт-диск, цифровий формат)
- супер-делюкс — 20 композицій на 2-х дисках, особлива упаковка (компакт-диск, цифровий формат)

| Список треків (стандартне та вінілове видання) | Список треків (стандартне та вінілове видання) | Список треків (стандартне та вінілове видання)                                                | Список треків (стандартне та вінілове видання) |
| #                                              | Назва                                          | Виконавці / Автори                                                                            | Тривалість                                     |
| ---------------------------------------------- | ---------------------------------------------- | --------------------------------------------------------------------------------------------- | ---------------------------------------------- |
| 1.                                             | «The Last Ship»                                | Стінг                                                                                         | 3:50                                           |
| 2.                                             | «Dead Man's Boots»                             | Стінг                                                                                         | 3:29                                           |
| 3.                                             | «And Yet»                                      | Стінг                                                                                         | 3:52                                           |
| 4.                                             | «August Winds»                                 | Стінг                                                                                         | 3:17                                           |
| 5.                                             | «Language of Birds»                            | Стінг / Стінг, Роб Матіс                                                                      | 3:30                                           |
| 6.                                             | «Practical Arrangement»                        | Стінг / Стінг, Роб Матіс                                                                      | 3:19                                           |
| 7.                                             | «The Night the Pugilist Learned How to Dance»  | Стінг                                                                                         | 4:13                                           |
| 8.                                             | «Ballad of the Great Eastern»                  | Стінг / Стінг, Роб Матіс, Домінік Міллер, Кетрін Тікелл, Джо Лоурі, Петер Тікелл, Іра Коулмен | 5:14                                           |
| 9.                                             | «What Have We Got?»                            | Стінг, Джиммі Нейл / Стінг, Джиммі Нейл, Кетрін Тікелл, Петер Тікелл, Джуліан Саттон          | 3:34                                           |
| 10.                                            | «I Love Her But She Loves Someone Else»        | Стінг / Стінг, Роб Матіс                                                                      | 3:41                                           |
| 11.                                            | «So to Speak»                                  | Стінг, Беккі Антенк / Стінг                                                                   | 4:06                                           |
| 12.                                            | «The Last Ship (Реприза)»                      | Стінг                                                                                         | 3:19                                           |
| 45:24                                          |                                                |                                                                                               |                                                |

| Список треків диску-бонусу (видання делюкс) | Список треків диску-бонусу (видання делюкс) | Список треків диску-бонусу (видання делюкс)                                                                             | Список треків диску-бонусу (видання делюкс) |
| #                                           | Назва                                       | Виконавці / Автори | Тривалість                                  |
| ------------------------------------------- | ------------------------------------------- | --- | ------------------------------------------- |
| 1.                                          | «Shipyard»                                  | Стінг, Джиммі Нейл, Браян Джонсон, Джо Лоурі / Стінг, Роб Матіс, Кетрін Тікелл, Петер Тікелл, Джуліан Саттон, Джо Лоурі | 6:00                                        |
| 2.                                          | «It's Not the Same Moon»                    | Стінг / Стінг, Роб Матіс                                                                                                | 2:54                                        |
| 3.                                          | «Hadaway»                                   | Стінг / Стінг, Джо Лоурі, Кетрін Тікелл, Петер Тікелл, Джуліан Саттон                                                   | 3:18                                        |
| 4.                                          | «Sky Hooks and Tartan Paint»                | Стінг, Браян Джонсон / Стінг, Джо Лоурі, Кетрін Тікелл, Петер Тікелл, Джуліан Саттон                                    | 3:33                                        |
| 5.                                          | «Show Some Respect»                         | Стінг | 4:48                                        |
| 19:33                                       |                                             | |                                             |

| Список треків диску-бонусу (видання супер-делюкс) | Список треків диску-бонусу (видання супер-делюкс) | Список треків диску-бонусу (видання супер-делюкс)                                                                       | Список треків диску-бонусу (видання супер-делюкс) |
| #                                                 | Назва                                             | Виконавці / Автори | Тривалість                                        |
| ------------------------------------------------- | ------------------------------------------------- | --- | ------------------------------------------------- |
| 1.                                                | «Shipyard»                                        | Стінг, Джиммі Нейл, Браян Джонсон, Джо Лоурі / Стінг, Роб Матіс, Кетрін Тікелл, Петер Тікелл, Джуліан Саттон, Джо Лоурі | 6:00                                              |
| 2.                                                | «It's Not the Same Moon»                          | Стінг / Стінг, Роб Матіс                                                                                                | 2:54                                              |
| 3.                                                | «Hadaway»                                         | Стінг / Стінг, Джо Лоурі, Кетрін Тікелл, Петер Тікелл, Джуліан Саттон                                                   | 3:18                                              |
| 4.                                                | «Jock The Singing Welder»                         | Стінг | 2:49                                              |
| 5.                                                | «Sky Hooks and Tartan Paint»                      | Стінг, Браян Джонсон / Стінг, Джо Лоурі, Кетрін Тікелл, Петер Тікелл, Джуліан Саттон                                    | 3:33                                              |
| 6.                                                | «Peggy's Song»                                    | Стінг, Рейчел Ансенк / Стінг                                                                                            | 2:38                                              |
| 7.                                                | «Show Some Respect»                               | Стінг | 4:48                                              |
| 8.                                                | «Practical Arrangement»                           | Стінг, Джо Лоурі / Стінг, Роб Матіс                                                                                     | 4:35                                              |
| 30:35                                             |                                                   | |                                                   |

## Чарти та сертифікація
| Чарт                             | Місце |
| -------------------------------- | ----- |
| ARIA Charts                      | 39    |
| Austrian Albums Chart            | 8     |
| Belgian Ultratop 50 albums       | 8     |
| Canadian Top Albums              | 16    |
| Croatian Foreign Albums          | 3     |
| Danish Album Top-40              | 8     |
| Dutch Mega Album Top 100         | 6     |
| French Albums Chart              | 10    |
| German Albums Chart              | 3     |
| Hungarian Albums Chart           | 7     |
| IRMA TOP 100 Albums              | 23    |
| Italian Albums Chart             | 3     |
| Norwegian Albums Chart           | 3     |
| Polish Albums Chart              | 1     |
| Portuguese Albums Chart          | 12    |
| Spanish Top 100 Albums Chart     | 30    |
| Suomen virallinen lista          | 25    |
| Swedish Albums Chart             | 12    |
| Swiss Albums Top 100             | 9     |
| UK Albums Chart                  | 14    |
| US Billboard 200                 | 13    |
| US Billboard: Top Digital Albums | 25    |
| US Billboard: Top Rock Albums    | 6     |

| Країна | Сертифікат     | Продано |
| ------ | -------------- | ------- |
| Польща | 2 × платиновий | 40,000  |